# Leucopogon canaliculatus
Leucopogon canaliculatus är en ljungväxtart som beskrevs av Hislop. Leucopogon canaliculatus ingår i släktet Leucopogon och familjen ljungväxter. Inga underarter finns listade i Catalogue of Life.